# Hathliodes
Hathliodes is een kevergeslacht uit de familie van de boktorren (Cerambycidae). De wetenschappelijke naam van het geslacht werd voor het eerst geldig gepubliceerd in 1866 door Pascoe.

## Soorten
Hathliodes omvat de volgende soorten:
- Hathliodes costulatus Pascoe, 1867
- Hathliodes fuscovittatus Breuning, 1940
- Hathliodes grammicus (Pascoe, 1859)
- Hathliodes moratus Pascoe, 1866
- Hathliodes persimilis Breuning, 1938
- Hathliodes pseudomurinus Breuning, 1938
- Hathliodes virgatus Breuning, 1938